# スパルタコス1世
スパルタコス1世（希：ΣπάρτακοςΑ'、Spartacos I、在位：紀元前438年-紀元前433年）はスパルトコス朝のボスポロス王である。

## 概要
アルカイアナクティダイ王朝が42年間統治後、スパルタコス1世は王位についた。彼は7年間君臨した後、セレウコスが王位を継いだ。また、ディオドロスは別の箇所でスパルタコスの息子のサテュロス1世がスパルタコスの死後王位についたと述べていることから、セレウコスとサテュロス1世は共同統治していたともされる。